# Pärsämönjärvi
Pärsämönjärvi eller Pärsämänjärvi är en sjö i Finland. Den ligger i kommunen Suomussalmi i landskapet Kajanaland, i den nordöstra delen av landet, 600 km norr om huvudstaden Helsingfors. Pärsämönjärvi ligger 240 meter över havet. Arean är 25 hektar och strandlinjen är 3,98 kilometer lång. Sjön  ingår i Uleälvens huvudavrinningsområde. 